# Bardhyl Londo
Bardhyl Londo (ur. 25 grudnia 1948 w Lipie koło Përmetu, zm. 18 lutego 2022 w Tiranie) – albański pisarz i poeta.

## Życiorys
Studia z zakresu języka i literatury albańskiej ukończył na Uniwersytecie Tirańskim. Po studiach uczył przez kilka lat w szkołach w okręgu Përmet, a następnie podjął pracę redaktora w literackim piśmie Drita (Światło). W latach 90. XX w. kierował Albańskim Związkiem Pisarzy i Artystów.
Jako poeta zadebiutował tomikiem wierszy wydanym w 1975 r. Był jednym z najbardziej popularnych w Albanii poetów lirycznych w latach 80. XX w. Wydał 8 tomików wierszy. Za swoją twórczość otrzymał w 1989 Nagrodę im. Migjeniego.
W 2012 ukazało się w Tiranie tłumaczenie wykonane przez Bardhyla Londo z języka angielskiego tomiku poezji Adama Zagajewskiego „Miasto, w którym chciałbym zamieszkać”.

## Poezja
- Krisma dhe trëndafila, Tirana 1975.
- Hapa në rrugë, Tirana 1981.
- Emrin e ka dashuri, Tirana 1984.
- Si ta qetësoj detin, (Jak uspokoić morze), Tirana 1988
- Kur perënditë ndaluan vetëvrasjen, Tirana 1995
- Shën Shiu, Tirana 2010
- Tempulli brenda dhe jashtë, Tirana 2010.
- Jeta që na dhanë, Tirana 2013
- Prill i hidhur: poezi, Tirana 2020.

## Proza
- Uhëzime për kapërcimin e detit, Tirana 1984 (powieść)

## Tłumaczenia polskie
- Migjeni, Tylko Itaka pozostanie, [w:] Tylko Itaka pozostanie. Antologia poezji albańskiej i polskiej, opr. M.Saneja, Warszawa 1993.
- Żal mi bogów, Oczy, Na targu uchodźców, Błękitna łza, Migjeni, Tylko Itaka pozostanie, Dzieci Butrinta, Szukając Homera w Atenach o północy, Testament poety, [w:] Nie jest za późno na miłość. Antologia poezji albańskiej XX wieku, przeł. M.Saneja, Sejny 2005.